# Amfreville (Calvados)
Amfreville è un comune francese di 1 208 abitanti situato nel dipartimento del Calvados nella regione della Normandia.

## Società

### Evoluzione demografica
Abitanti censiti